# Aeshna viridis
Aeshna viridis (Eversmann, 1836) је инсект из реда Odonata. Srpski naziv vrste je Zeleni kraljević.

## Распрострањење
Ареал врсте Aeshna viridis обухвата већи број држава. Od poslednjeg nalaza iz 1982. godine više nikad nije zabeležena u Srbiji iako u severnom delu zemlje postoje odgovarajuća staništa.
Врста је присутна у следећим државама: Русија, Шведска, Пољска, Немачка, Србија, Мађарска, Украјина, Финска, Данска, Холандија, Црна Гора, Литванија, Летонија, Словачка, Чешка, Естонија и Аустрија.

## Станиште
Станишта врсте су језера и језерски екосистеми и слатководна подручја.

## Угроженост
Ова врста је наведена као последња брига, јер има широко распрострањење и честа је врста.

## Životni ciklus
Nakon parenja mužjak i ženka se odvajaju i ženka sama polaže jaja u vodenu testericu (Stratiotes aloides). Nakon završenog razvića larvi izležu se odrasle jedinke i njiheve egzuvije se najčešće mogu naći upravo na vodenoj testerici, istoj biljci u koju i ženka polaže jaja.